# Lissos (traghetto)
Il Lissos è stato un traghetto, appartenuto alla Anek Lines dal 1987 al 2011.

## Servizio
Varato il 30 gennaio 1972 nel cantiere navale Koyo Dockyard Co. Ltd di Mihara con il nome di Ferry Hamanasu e consegnato il 7 maggio successivo alla Shin Nihonkai Ferry KK, prende servizio il 14 maggio nei collegamenti tra Otaru, Tsuruga e Maizuru.
L'8 agosto 1972, durante una traversata, partecipa alle operazioni di ricerca dei sopravvissuti della nave cargo Hagiura Maru 13, affondata al largo della penisola di Noto. Il traghetto raccolse 10 marinai alla deriva su una scialuppa di salvataggio. Il 29 settembre successivo L'equipaggio verrà poi insignito di un premio al valore dalla Kaijō Ho'an-chō.
Nel marzo del 1987, con l'imminente ingresso in flotta del New Hamanasu, viene disarmato e messo in vendita.
Nell'aprile del 1987 ne viene annunciata la cessione alla greca Anek Lines. Ribattezzato Lissos, il 15 aprile salpa da Onomichi per i cantieri di Perama, dove giunge il 10 maggio, dopo aver eseguito due scali tecnici, a Jeddah e Porto Said. Sottoposto a profondi lavori di ristrutturazione, nel 1989 prende servizio nei collegamenti tra Ancona, Corfù, Igoumenitsa e Patrasso.
Nel 1997, con l'ingresso in flotta del Kriti I, viene trasferito nei collegamenti tra Il Pireo e La Canea.
Il 14 novembre 2004, durante le manovre di ormeggio a Souda, entra in collisione con la banchina a causa delle condizioni meteo avverse.Danneggiato sul lato di dritta, viene trasferito a Perama e riparato.
Nel maggio del 2005 viene noleggiato al Governo greco ed impiegato in alcune minicrociere.
Il 15 maggio 2005 si arena in un banco di sabbia nei pressi di Argostoli, riuscendo tuttavia a liberarsi dopo circa due ore.
Il 5 ottobre 2007 prende servizio nei collegamenti tra Il Pireo ed Heraklion.
Nella primavera del 2008 viene disarmato a Perama. Da luglio 2008 torna regolarmente in servizio nei collegamenti tra Il Pireo, Lesbo, Chio e Salonicco.
Il 2 agosto 2008 viene speronato dalla nave da crociera Crystal durante le manovre di ormeggio di quest'ultima al Pireo.
Il 28 febbraio 2011 viene noleggiato al Governo vietnamita ed impiegato insieme all'El. Venizelos nello sfollamento dei cittadini vietnamiti dalla Libia in seguito allo scoppio della Guerra civile libica. Terminato il noleggio, ne viene annunciata la vendita per demolizione e, giunto in rada ad Alang il 1º maggio, viene spiaggiato il 17 maggio nei cantieri di demolizione KPG Enterprise.